# Chanteraine
Chanteraine – miejscowość i gmina we Francji, w regionie Grand Est, w departamencie Moza.
Według danych na rok 1990 gminę zamieszkiwało 251 osób, a gęstość zaludnienia wynosiła 11 osób/km² (wśród 2335 gmin Lotaryngii Chanteraine plasuje się na 796. miejscu pod względem liczby ludności, natomiast pod względem powierzchni na miejscu 130.).